# 聯義火藥廠爆炸案
聯義火藥廠爆炸發生於1961年6月26日，位於臺灣新竹縣香山鄉（今新竹市香山區）茄苳湖山附近的聯義火藥廠發生爆炸事故:2，大火歷時四天，致一百餘人傷，當中19人重傷:2，並傷及附近居民。聯義火藥廠是與中華民國國軍合作的民間廢彈處理改造工廠，全稱「聯義股份有限公司新竹火工廠」，1961年改與國防部福利總處新竹火工小組合作經營。:271

## 背景
聯義公司於1960年2月1日在新竹市郊動工建廠，同年10月14日開工，資本額新臺幣1500萬元，是當時臺灣唯一的民營處理廢彈的特殊工廠。主要經營國軍廢彈之脫藥工程，將所得之TNT炸藥加工製成工礦業之炸藥。:25董事長為韓漢英，廠長楊重淵。
聯義火工廠位於新竹縣新竹市、香山鄉、寶山鄉三地交界的一處山麓中，地址古車路4號。廠區面積不明確，一說僅登記兩公頃，一說廣達十餘公頃。香山鄉民代表會、茄苳國民學校家長會多次向有關單位陳情，要求勒令該廠遷移至安全地點，未獲有關單位重視。

## 事故過程
1961年6月26日15時30分，聯義火工廠第一廠在處裡一批燒夷彈及照明彈時，照明彈起火，最初起火部位為廠區東側一角，隨後引燃堆放在一旁的汽油彈。場內工人試圖滅火，無法控制火勢，只得撤至山頭後。:316時5分，廠區東側山麓的廢彈存放區發生第一次大爆炸，新竹全市震撼。:3廠區附近皆可聽聞爆炸聲連綿不絕，彈藥破片四散飛濺，山林樹葉皆被暴風掃落，方圓三公里內房屋幾乎全部倒塌。
空軍新竹基地瞭望哨於16時20分望聞青草湖方向冒出滾滾濃煙，通知新竹縣警局速往馳援。另一說新竹縣警局聞悉爆炸發生，隨即派員趕往滅火。16時20分，第一廠區第二次大爆炸。警消部隊見狀，無法再深入災區。16時45分第三次大爆炸，17時15分第四次大爆炸。同日傍晚，治安機關在青草湖派出所設立指揮所，新竹縣政府成立救災小組，縣長彭瑞鷺親赴指揮。警總北區副司令、省警務處均派員往救。:3
27日上午，新竹縣長彭瑞鷺及新竹縣警局長趙助奇乘直升機視察災區，仍間或發生爆炸，濃煙冉冉上升。27日下午，總統蔣中正電飭臺灣省府秘書長郭澄全權處理。
爆炸及濃煙間續三日三夜，四天後火勢始確認完全撲滅。大火造成百餘傷。:2:3房屋全倒250間，半倒房屋759間，玻璃窗或屋頂損壞1363間，:3受災民眾多達五百人。:211-212茄苳國校有45人被玻璃割傷，校舍及宿舍受損。:211-212新城國校震毀教室十九間，宿舍三棟。

## 後續
聯義公司在事故中的財務損失達六百萬以上，當地居民損失難以估計。災民疏散至國校近一月，醫藥住食由縣政府補助，毀損的民房由工廠賠償重建。1961年11月9日，新竹地方法院判處廠長楊重淵、儲運組長、儲運組領班六個月有期徒刑，可易科罰金。:4 鄉民反對該廠復工，集體請願，與警察發生衝突。聯義火藥廠1961年改與中華民國國防部福利總處新竹火工小組合作經營，1966年改由退輔會直接經營。1976年遷移至臺南縣龍崎鄉，易名為龍崎工廠。:271
2002年3月18日，國道三號茄苳交流道興建時，在姊弟公廟旁的工地內掘出大批彈藥，乃聯義公司及退輔會彈藥處理工廠未遷移的廢彈。

## 外部連結
- 中央研究院數位典藏 VCenter 新竹聯義火藥廠爆炸